# Бойко Надія Андріївна
Надія Андріївна Бойко (18 серпня 1923 — ?) — радянський військовий медик часів Другої світової війни, нагороджена медаллю імені Флоренс Найтінгейл (1975).

## Життєпис
Народилась в станиці Переясловська, нині Брюховецького району Краснодарського краю Росії. Закінчила медичний технікум.
До лав РСЧА призвана у серпні 1941 року, учасниця німецько-радянської війни з 1941 року: санінструктор 1-го окремого стрілецького батальйону 103-ї окремої стрілецької бригади Закавказького фронту; фельдшер санітарного взводу 16-го окремого стрілецького батальйону 83-ї окремої морської стрілецької бригади окремої Приморської армії; воєнфельдшер 144-го окремого батальйону морської піхоти 83-ї окремої стрілецької бригади морської піхоти 3-го та 2-го Українського фронту. Тричі була поранена.
Демобілізована у квітні 1946 року. Вступила на навчання до медичного інституту, але була змушена його полишити за станом здоров'я. Переїхала до м. Донецьк, де працювала інженером лабораторії Донецького науково-дослідного інституту гігієни праці та профзахворювань.

## Нагороди
У 1975 році удостоєна почесної нагороди Міжнародного комітету Червоного Хреста — медаллю імені Флоренс Найтінгейл.
Нагороджена орденами Вітчизняної війни 1-го (11.03.1985) та 2-го (30.04.1945) ступенів, двома орденами Червоної Зірки (05.11.1942, 30.05.1944) і медалями.
Почесна громадянка міст Варна і Бургас (Болгарія).